# Paris International
Die Paris International oder auch Paris Open waren offene internationale Meisterschaften von Frankreich im Badminton. Sie fanden erstmals nach dem Zweiten Weltkrieg statt und wurden bis in die 1960er Jahre ausgetragen.

## Die Sieger
| Saison | Herreneinzel     | Dameneinzel      | Herrendoppel                   | Damendoppel                         | Mixed                        |
| ------ | ---------------- | ---------------- | ------------------------------ | ----------------------------------- | ---------------------------- |
| 1949   | Yat Sun Lau      | Noëlle Ailloud   | M. Husainee Yat Sun Lau        | Madeleine Girard Yvonne Girard      | M. Husainee Madeleine Girard |
| 1950   | R. W. Horden     | Noëlle Ailloud   |                                |                                     |                              |
| 1951   |                  |                  |                                |                                     |                              |
| 1952   | Henri Pellizza   | Noëlle Ailloud   |                                |                                     |                              |
| 1953   | Henri Pellizza   | Jeannie Mathieu  |                                |                                     |                              |
| 1954   | Henri Pellizza   | Jenifer Peters   |                                |                                     |                              |
| 1955   | Paul Ailloud     | Jenifer Peters   | Paul Ailloud J. Chavez         | A. Durst Jeannie Mathieu            | P. Brayshay A. Durst         |
| 1956   | Henri Pellizza   | Mireille Laurent |                                |                                     |                              |
| 1957   | Ghislain Vasseur | Mireille Laurent |                                |                                     |                              |
| 1958   | Ghislain Vasseur | Mireille Laurent |                                |                                     |                              |
| 1960   | Peter Waddell    | Bitten Nielsen   |                                |                                     |                              |
| 1961   | Christian Badou  |                  | Henri Pellizza Maurice Mathieu |                                     |                              |
| 1962   | Finn Kobberø     | Gerda Schumacher | Finn Kobberø Bengt Nielsen     | Bitten Nielsen June Vander Willigen | Finn Kobberø Bitten Nielsen  |